# Chrysemys picta
La tortuga pintada (Chrysemis picta) es una especie de tortuga de la familia Emydidae y es la única especie del género Chrysemys. Es común en el sur del Canadá, en Estados Unidos y en el norte de México. Está relacionada con otras tortugas de agua como las Trachemys y las Pseudemys.

## Hábitat
Esta tortuga vive en pozos de agua, lagos, humedales, y en ríos con caudales reducidos que poseen lechos suaves y lodosos. Su caparazón le brinda cierta protección contra depredadores.

## Anatomía
Los ejemplares más grandes llegan a tener caparazones de unos 25 cm de diámetro.

La piel de un ejemplar adulto de tortuga pintada, en la zona de la cabeza, cuello, patas y cola y los bordes del caparazón posee un diseño de rayas rojas y amarillas que da la apariencia de haber sido pintado a mano. Según la subespecie el plastrón, puede ser de un tono amarillento o anaranjado-amarillento, principalmente amarillo con una cierta coloración oscura en el centro, o puede tener un diseño en colores amarillo, anaranjado y gris oscuro.  El tono base de la piel de la tortuga pintada varia de verde oliva a negro.

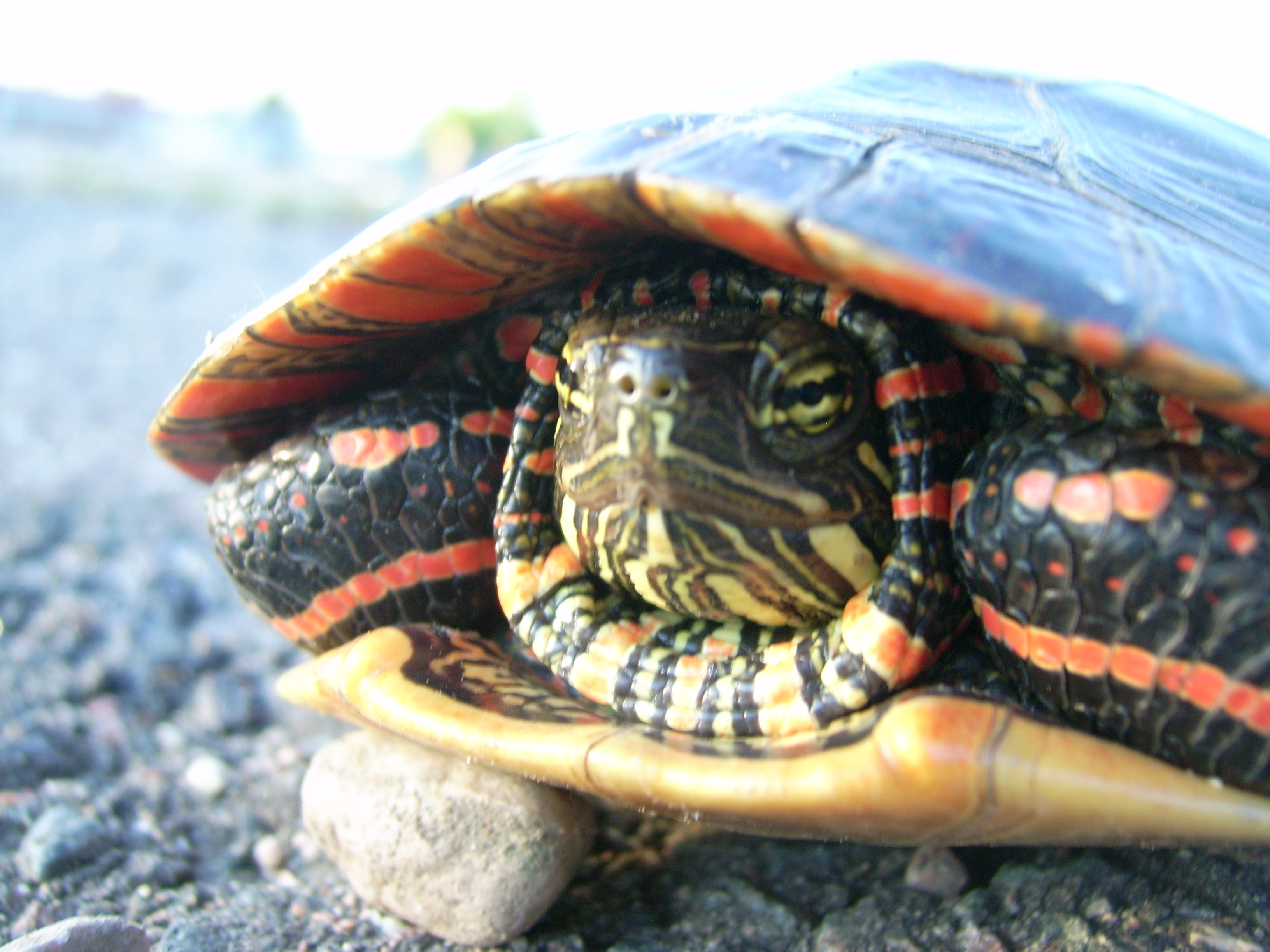
En posición defensiva.
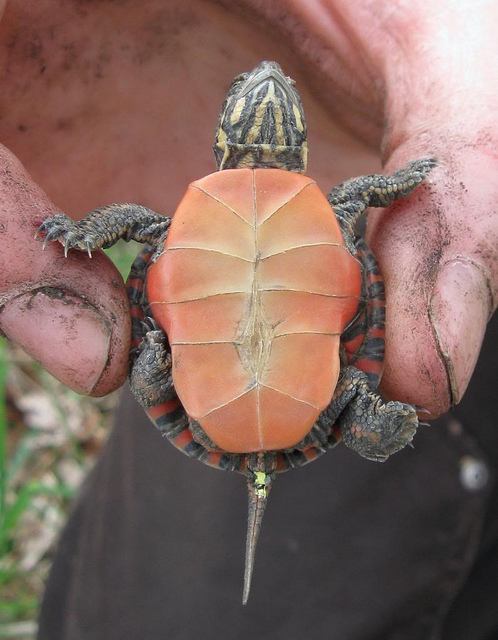
Cría.

## Carácter invasor en España
Debido a su potencial colonizador y constituir una amenaza grave para las especies autóctonas, los hábitats o los ecosistemas, esta especie ha sido incluida en el Catálogo Español de Especies Exóticas Invasoras, regulado por el Real Decreto 630/2013, de 2 de agosto, estando prohibida en España su introducción en el medio natural, posesión, transporte, tráfico y comercio.

## Subespecies
Comprende cuatro subespecies: la tortuga pintada del Este, Sur, Continental, y del Oeste. La única subespecie de tortuga pintada que posee una franja de color en su espalda es la tortuga pintada del sur.